# Helicasa

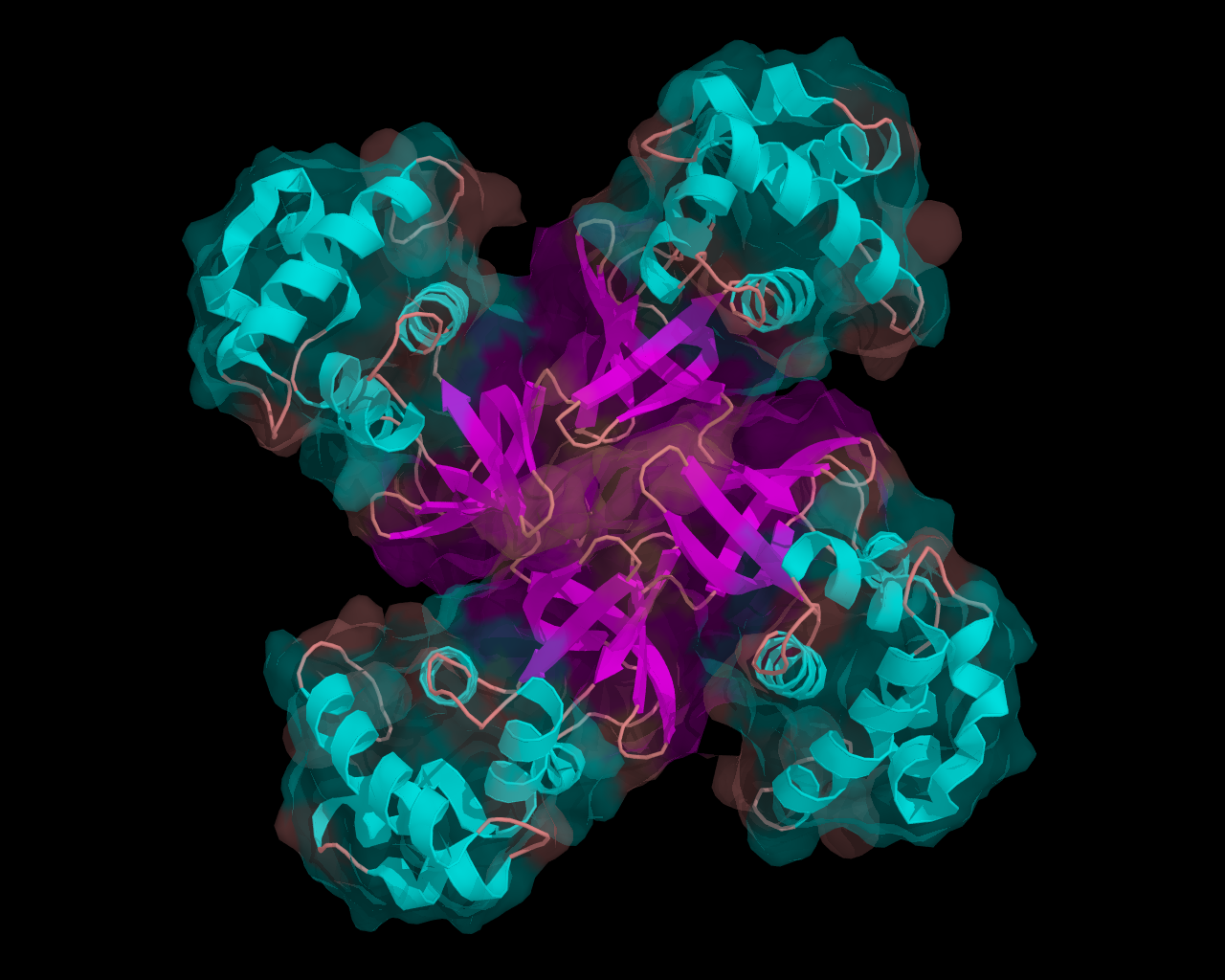
Estructura de l'helicasa RuvA dE. coli

Les helicases són una classe d'enzims vitals per a tots els organismes vivents. Són proteïnes motores que es mouen direccionalment al llarg de l'esquelet de fosfodièster dels àcids nucleics, separant les dues cadenes aparellades d'àcids nucleics (p.e. ADN, ARN, o híbrid ARN-ADN) utilitzant energia extreta de la hidròlisi de l'ATP. És qualsevol enzim que es desplaça al llarg d'un dúplex d'ADN utilitzant l'energia alliberada per la hidròlisi d'ATP per tal de poder separar(desenrotllar) les dues cadenes. És necessària per a la replicació de l'ADN.

## Funció
Per replicar una molècula de ADN de cadena doble, les dues cadenes de la doble hèlix han de separar-se, com a mínim, de manera local. Aquesta separació permet que cada cadena actuï com un motlle sobre el qual es pot ensamblar una nova cadena de polinucleòtids. En condicions fisiològiques, les llargues molècules d'ADN de doble cadena presenten una velocitat de separació espontània de les cadenes tan baixa que es pot menysprear. Enzims específics, anomenats helicases, utilitzen l'energia de la hidròlisi de l'ATP per impulsar la separació de les cadenes. Pel desenrotllament de l'hèlix d'ADN patró, és necessari dues ADN helicases que actuen de manera concertada, una d'elles desplaçant-se per la cadena conductora i l'altra per la cadena retardada. Aquestes dues helicases haurien de desplaçar-se en direccions oposades a través de la molècula de DNA de cadena senzilla, i, per tant, haurien de ser dos enzims diferents. En efecte, ambdós tipus d'ADN helicases existeixen, però, alguns estudis en bacteris demostren que l'ADN helicasa que duu a terme el paper principal és la de la cadena conductora.
Una proteïna helicasa es mou ràpidament al llarg d'ADN monocatenari altament flexible. El moviment repetitiu en l'ADN podria mantenir-lo lliure de proteïnes possiblement tòxiques.

## Estructura química
La funció comuna de les helicases explica el cert grau de semblança que existeix entre les seqüències d'aminoàcids. Totes elles posseeixen fragments seqüencials localitzats a l'interior de les seves seqüències primàries. Es creu que aquests fragments estan especialment involucrades en la unió d'ATP, la hidròlisi d'ATP i la translocació del substrat. La porció variable de la seqüència d'aminoàcidsestà relacionada amb les característiques específiques de cada tipus d'helicasa.
Basant-nos en la presència de fragments definits per a les diferents helicases, és possible atribuir una activitat pròpia de les helicases, tot i que la presència d'aquest fragment no confirma que la proteïna es tracti d'una helicasa.
Un exemple d'estructura química d'una helicasa, és la que presenta la principal helicasa replicativa bacteriana, d'Aquifex aeolicus, que presenta un model atòmic a 4.5 Å de DnaB. És un anell hexamèric de 100 Å d'amplada i 80 Å d'alçada amb dues capes de simetria diferenciada, la dels dominis N-terminals en C3 i la dels C-terminals propera a C6. El diàmetre central és de 25 Å al llarg d'ambdues capes, principal diferència amb les estructures prèvies, on era 25 Å més estret a la capa N-terminal. L'estrenyiment s'origina pel trencament d'una de les dues superfícies d'interacció entre monòmers N-terminals, cosa que augmenta la flexibilitat del subdomini implicat. Només l'ssDNA pot travessar l'anell, quan a les estructures prèvies hi podia passar tant ssDNA com dsDNA. L'estructura aquí presentada és més propera a la conformació funcional de DnaB durant la realització de l'activitat helicasa, mentre que les anteriors correspondrien a la forma inactiva o a la conformació capaç de translocar-se sobre dsDNA.

## Mecanismes per a l'activitat de les helicases
Els mecanismes detallats de les helicases encara s'estan investigant activament. Malgrat això, la resolució de les estructures tridimensionals de diverses helicases ha aportat molta llum al tema. Una helicasa bacteriana anomenada PcrA consta de quatre dominis: A1,A2,B1 i B2. El domini A1 conté un plegament de les NTPasas amb bucle P. Aquest domini intervé en la unió i hidròlisi de l'ATP. El domini B1 és homòleg al domini A1 però manca del bucle P. Els dominis A2 I B2 presenten estructures singulars.
A partir de l'anàlisi d'una sèrie d'estructures cristal·lines d'helicases unides a anàlegs de nucleòtids i a molècules apropiades d'ADN de cadena senzilla o de doble cadena, s'ha proposat un mecanisme per l'activitat d'aquests enzims. Els dominis A1 i B1 són capaços d'unir-se a l'ADN de la cadena senzilla. Quan l'ATP no està unit ambdós dominis s'uneixen a l'ADN. La unió de l'ADN desencadena canvis conformacionals en el bucle P i regions adjacents que provoquen el tancament de la cavitat localitzada entre aquests dos dominis. Per aconseguir aquest moviment, el domini A1 es desprèn de l'ADN i llisca al llarg de la cadena d'ADN apropant-se al domini B1. A continuació, l'enzim catalitza la hidròlisi d'ATP per formar ATP i ortofosfat. Quan s'allibera el producte, la cavitat entre els dominis A i B s'obre. En aquest estat, malgrat tot, el domini A1 s'uneix a l'ADN de forma més intensa que el domini B1, de manera que l'ADN travessa el domini B1 a mesura que l'atrau el domini A1. El resultat consisteix en el desplaçament de l'enzim al llarg de la cadena d'ADN de forma similar al moviment d'una eruga. Pel que fa al PcrA, l'enzim es desplaça en direcció de 3’ a 5’. Quan l'helicasa troba una regió d'ADN de doble cadena, continua movent-se al llarg d'una cadena i a mesura que avança, desplaça la cadena oposada d'ADN. Tant les interaccions amb cavitats específiques de l'helicasa com els canvis conformacionals induïts per l'ATP contribueixen a desestabilitzar el dúplex d'ADN.
Les helicases adopten diferents estructures i estats d'oligomerització. Mentre que l'helicasa tipus DNA-B actua sobre l'ADN com hexàmers en forma de rosca, altres enzims han demostrat ser actius com monòmers o com dímers. Estudis recents il·lustren que les helicases no només esperen de forma passiva la forquilla de replicació per obrir-la. sinó que desenvolupen un paper actiu obligant a la forquilla a obrir-se. Per tant, és un motor ¡actiu en el desenrotllament del seu substrat. Les helicases poden actuar d'una manera més ràpida in vivo que in vitro degut a la presència d'una sèrie de proteïnes accessòries que ajuden en la desestabilització de la unió en la forquilla de replicació.

## Evolució
Les helicases constitueixen una classe d'enzims àmplia i variada. Alguns d'aquests enzims es desplacen en direcció 5’ a 3’, mentre que altres desenrotllen l'ARN en comptes de l'ADN i intervenen en processos com la maduració del ARN i la iniciació de la producció del ARNm. En comparar les seqüències d'aminoàcids de molts d'aquests enzims s'ha manifestat l'existència de certes regions extraordinàriament conservades. La localització d'aquestes regions en l'estructura de PcrA revela que recobreixen el lloc d'unió a l'ATP i a la cavitat existent entre els dos dominis, la qual cosa és compatible amb la idea que les altres helicases experimenten canvis conformacionals anàlegs als descobriments amb PcrA. Malgrat això, mentre que PcrA sembla funcionar com un monòmer, altres membres de la família de les helicases funcionen com oligòmers. Les estructures hexamèriques d'un grup important d'helicases són semblants a la del component F1 de l'ATP sintasa, el que suggereix possibles semblances pel que fa al mecanisme d'acció.